# 1974 في نيوزيلندا
فيما يلي قوائم الأحداث التي وقعت خلال عام 1974 في نيوزيلندا.

## سياسة

### انتهاء فترة المنصب
- 1 يناير – نورمان كيرك عضو مجلس النواب النيوزيلندي ‏.

## رياضة
- 1 يناير – كأس نيوزيلندا 1974 الفائز كرايستشرش يونايتد.

## مواليد

### يناير
- 1 يناير – جيريمي غيدز رسام أسترالي.
- 1 يناير – ستيلا برينان فنانة نيوزيلندية.
- 1 يناير – كيت دويغنان كاتبة نيوزيلندية.
- 6 يناير – ديون والر لاعب رغبي نيوزيلندي.
- 10 يناير – جيماين كليمان
- 17 يناير – مارك روبنسون لاعب اتحاد رغبي نيوزيلندي.
- 25 يناير – فيل جونز لاعب كرة سلة نيوزيلندي.

### مارس
- 21 مارس – ريس داربي

### مايو
- 10 مايو – كريغ هال ممثل نيوزيلندي.
- 10 مايو – ميخائيل كولينز لاعب اتحاد رغبي نيوزيلندي.
- 18 مايو – مارك بورتون لاعب كرة قدم نيوزيلندي.

### يونيو
- 5 يونيو – بيرو كاميرون لاعب كرة سلة نيوزيلندي.
- 10 يونيو – سيمون إليوت لاعب كرة قدم نيوزلندي.
- 16 يونيو – جيمس فورست لاعب كريكت نيوزلندي.
- 26 يونيو – قاي كولمان لاعب كريكت نيوزلندي.
- 28 يونيو – لورا سولومون روائية نيوزيلندية.

### يوليو
- 2 يوليو – براد رايلي لاعب كرة سلة نيوزيلندي.
- 12 يوليو – بين برايت تريثلت نيوزيلندي.
- 14 يوليو – غريغ سميث لاعب رغبي فيجي.

### أغسطس
- 21 أغسطس – سكوت روبرتسون لاعب رغبي نيوزيلندي.
- 23 أغسطس – شون بيرن لاعب كرة قدم نيوزيلندي.
- 27 أغسطس – ميخائيل ماسون لاعب كركيت نيوزيلندي.

### سبتمبر
- 3 سبتمبر – ريبيكا بيلي دراجة نيوزيلندية.
- 17 سبتمبر – سكوت فرنسيس لاعب كريكت نيوزلندي.

### أكتوبر
- 2 أكتوبر – مارك بورتر سائق سباق نيوزيلندي.
- 8 أكتوبر – مارتن هندرسون

### نوفمبر
- 3 نوفمبر – كريستوفر جينر دراج نيوزيلندي.
- 16 نوفمبر – جوستين راسيل لاعبة كركيت نيوزيلندية.
- 22 نوفمبر – أوليفر درايفر ممثل نيوزيلندي.

### ديسمبر
- 2 ديسمبر – تود ميلر لاعب رغبي نيوزيلندي.
- 2 ديسمبر – روبي هارت لاعب كركيت نيوزيلندي.
- 10 ديسمبر – كريس مارتن لاعب كركيت نيوزيلندي.
- 22 ديسمبر – أليكس تشان لاعب دوري رغبي نيوزيلندي.

## وفيات

### يناير
- 1 يناير – أورموند بورتون (مواليد 1893)
- 1 يناير – نورمان هارولد موس (مواليد 1896)

### فبراير
- 13 فبراير – ليسلي مونرو (مواليد 1901) سياسي نيوزيلندي.
- 13 فبراير – موراي هدسون (مواليد 1938)

### مايو
- 2 مايو – موريل بيل (مواليد 1898)
- 8 مايو – جورج دونكان (مواليد 1904) فنان أسترالي.

### يوليو
- 2 يوليو – إدوارد هولدر (مواليد 1908)
- 24 يوليو – اريك سنو (مواليد 1898)

### أغسطس
- 31 أغسطس – نورمان كيرك (مواليد 1923)

### نوفمبر
- 21 نوفمبر – آبي مونرو (مواليد 1896)
- 22 نوفمبر – ألفرد لوسون (مواليد 1912) لاعب كريكت نيوزلندي.

### ديسمبر
- 1 ديسمبر – الفونسوس كارول (مواليد 1895)
- 5 ديسمبر – أليكس سيلفستر ليندسي (مواليد 1919) موزع نيوزيلندي.
- 11 ديسمبر – موريس دوغان (مواليد 1922) كاتب نيوزيلندي.